# 皇牌空战 (游戏)
《皇牌空战》是一款由南梦宫公司制作和发行的飞行模拟游戏。游戏首先于1992年在街机发行，后于1995年在索尼PlayStation发行。
《皇牌空战》是一款街机类射击类游戏。由于许多飞机只能携带65颗导弹，游戏可以认为是半现实类模拟游戏。
本作于1995年推出PlayStation版时，在北美和欧洲市场上采原版街机游戏之名，继续以“空战”（Air Combat）为题发行；而日本版的新标题“皇牌空战”（エースコンバット/Ace Combat）则被续作沿用，成为整个系列的名称。
本游戏收到混合至正面的评价。